# Sociología de la música

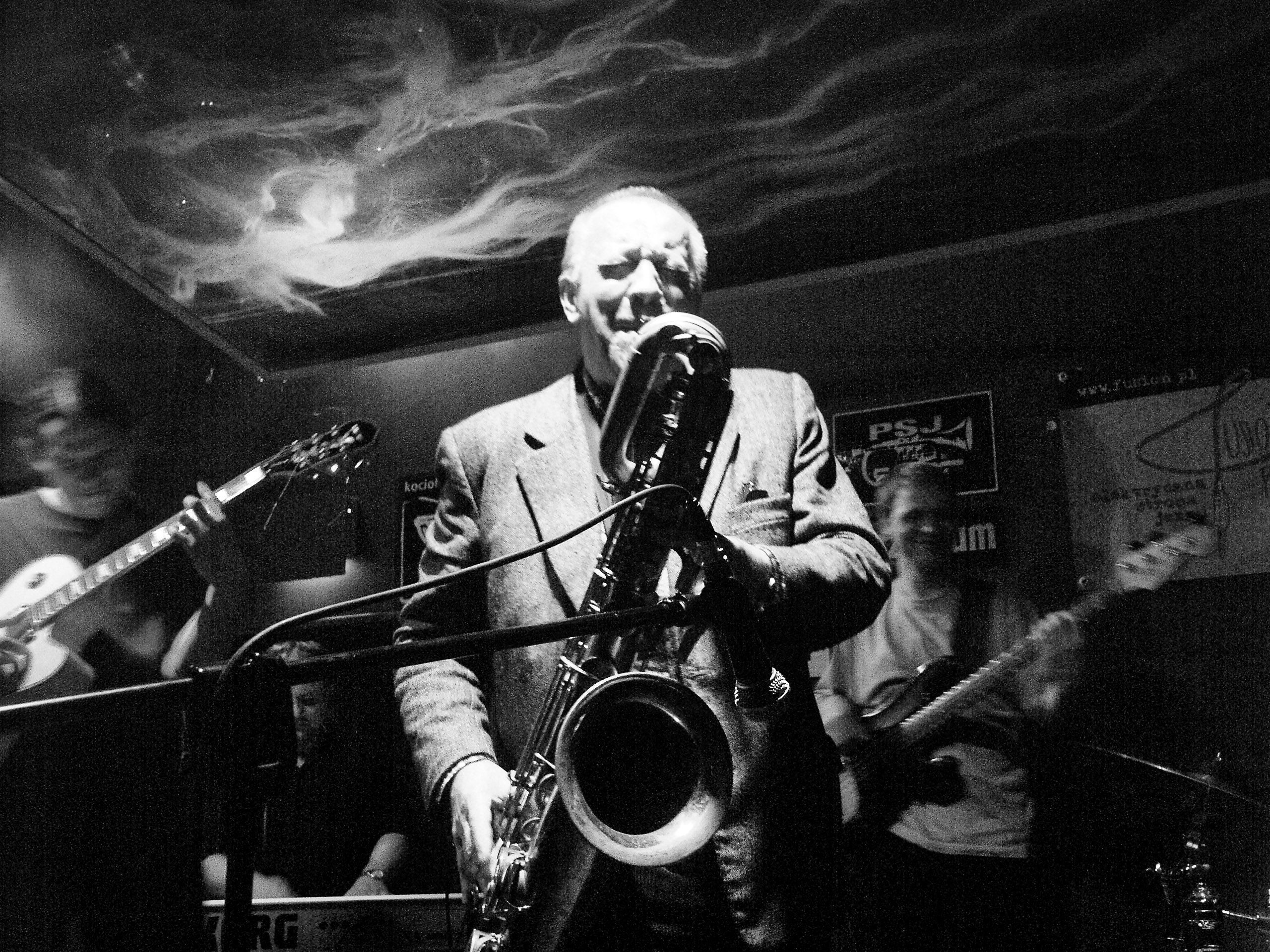
Waldemar Kurpiński & Tress Jazz band, Polonia.

La sociomusicología o la sociología de la música es la rama de la sociología que estudia las relaciones bidireccionales entre la música, entendida en su forma más amplia, y la sociedad. 
En otras palabras, es el estudio de la trascendencia musical desde una perspectiva directa viéndole como un fenómeno social, comprendiéndolo desde un sentido analítico de que todos los hechos sociales influyen como un factor importante para la creación de esta disciplina. 
Estas relaciones bidireccionales han sido estudiadas por sociólogos como Theodor Adorno, Alfred Schütz y Max Weber. Por otro lado, la sociología de la música está íntimamente ligada a otras disciplinas tales como musicología y la etnomusicología.

## Historia de la disciplina
Los primeros sociólogos en interesarse por la música como una parte importante de la sociedad fueron Georg Simmel, Alfred Schütz y Max Weber. Este último analizó la evolución histórica del sistema tonal poniendo en relación su evolución hacia una mayor rigidez con el proceso de racionalización del capitalismo.
En los años 30 y 40 su mayor exponente fue Theodor Adorno, que dedicó varios estudios a la música clásica, el jazz y a la música como una mercancía de consumo. En las décadas posteriores la sociología americana produjo varios trabajos que contribuyeron a ampliar la perspectiva de las investigaciones. Algunos de los trabajos que se destacaron, fueron los realizados por Howard S. Becker y Richard Peterson.
Alphons Silbermann, por otra parte, elaboró un amplio estudio sobre las cuestiones derivadas del estudio específico de la sociología de la música, dejando sentada una base que anuncia algunos supuestos epistemológicos que le dan vida a este campo específico de la vida social musical. Estos supuestos parten de lo siguiente: la sociología de la música se compone de:
1. La caracterización general de función y estructura de la organización socio-musical, como un fenómeno que proviene de la interacción de individuos en grupos para satisfacer sus necesidades.
2. De comprender la relación y conexión de la organización socio-musical con las modificaciones socioculturales.
3. El análisis estructural de grupos socio-musicales bajo el aspecto de la interdependencia funcional de sus miembros, su actitud, la formación y repercusión de papeles y normas, y el ejercicio de control.
4. Una tipología de grupos basada en funciones.
5. La previa visión y el planeamiento práctico de transformaciones fundamentales con respecto a la música, su vida y sus esferas de acción.[5]

También se incluyen en la disciplina Alphons Silbermann, Charles Seeger (1886-1979), Howard S. Becker, Norbert Elias, Maurice Halbwachs, Jacques Attali, John Mueller (1895-1965) y Christopher Small. Los sociomusicólogos contemporáneos incluyen a Tia DeNora, Georgina Born,  David Hebert, Peter Martin, Timothy Dowd, William Roy y Joseph Schloss.
A partir de los años 80 la sociología de la música se mezcló con otras disciplinas como la antropología, la etnomusicología, la historia de la música, los estudios sobre las subculturas y la sociología del arte, confluyendo en los conocidos popular music studies. Actualmente tiene un gran peso en la postmusicología.

## Música y sociedad
A lo largo de la historia de la humanidad, la música ha jugado un papel importante como función, y gran herramienta para la comunicación dentro de las sociedades (incluso cuando no era posible componer con instrumentos como en la actualidad los conocemos).
Considerada una de las clásicas Bellas Artes, es, y a lo largo de la historia del ser humano ha sido un elemento clave para la cultura y su intercambio, un reflejo del contexto que vive determinado sector social; como lo era el caso del clero (con los cantos gregorianos asociados por excelencia a las iglesias en la Edad Media), por poner un ejemplo. La música es un instrumento de comunicación por excelencia, su lenguaje (sin rigurosamente ser un lenguaje como tal desde el punto de vista lingüístico) cumple con algunas funciones dentro del rubro tales como la función anímica, la función asociativa o la educativa y la función socializadora, entre otras.
Las generaciones posmodernas están fuertemente influenciadas por las nuevas tecnologías, sin embargo, esto no es una señal de que estén envueltas bajo una cultura de consumo de masas, lo que tampoco representa un retroceso en materia de accesibilidad, ya que cuanto más se tiene acceso a los catálogos musicales en la actualidad, más se expanden los límites musicales existentes (algo que simultáneamente permite la aproximación tanto a lo culto como a lo popular).
Con la incorporación de conceptos como contracultura, subcultura, o cultura popular y cultura de élite, se hace una perspectiva de la música como elemento utilizado para el clasismo.

## Perspectivas clásicas

### Max Weber
Max Weber además de ser un gran estudioso en el campo de la economía, también lo fue en el de la sociología. Él fue uno de los primeros en explorar a la música desde un punto de vista sociológico; aunque hay que saber buscar en qué obras hace alusión al tema musical para saber cuál era su idea exacta sobre ello. (En donde más podemos encontrar es en aquellas obras que hablan sobre la religión o sobre la cultura). 
Aún hay pensamientos que niegan una relación entre ambas disciplinas (Sociología y Música) y aunque en la actualidad, siga siendo muy poco estudiado este tema, él dedicó tiempo a realizar un análisis sobre ello. 
Hay que saber que la música es innegablemente un hecho social, constituye gran parte de nuestro carácter social y sobre todo influye en nuestro desarrollo como sociedad.  
Weber, como se mencionó al principio de este artículo, plantea su teoría en que debe existir racionalidad, donde parece que no la hay. De hecho, en su obra escrita en 1921: Los fundamentos racionales y sociológicos de la música  lo explica con más detalle, pues dice que la Historia musical debería ser entendida desde lo externo, pero también desde una perspectiva lógica de la música.  
Redacta de forma lineal hechos transitorios de la música, desde los más primitivos hasta la forma en que la racionalidad de este mismo hecho adapta cada situación a un fin concreto. Entrelazando: sociedad, música y lingüística como un medio de paralelismo racional. Viendo de esta manera un término de racionalización progresiva, en el mundo occidental.           
Dice que la música ha evolucionado a la par con la sociedad en aspectos muy similares, tales como la tecnificación de instrumentos de cuerda a fines de la Edad Media o la organización de gremios orquestales para reconocer socialmente al músico; algo que podría parecer obvio pero en términos prácticos es complicado explicar este proceso tan largo que ha sufrido la música. Se hace necesario observarla desde una rama social.            
Ahora bien, el concepto de tecnificación (que toma desde el capitalismo industrial) es completamente distinto al concepto de creatividad. Entonces, se puede entender que Weber dictamina una "evolución lingüística-musical", afirmando que este proceso evolutivo no se estanca en una sola idea de acontecimientos meramente musicales, sino que también entran en juego distintas conexiones comunicativas a través de la música, diversos tipos de mensajes hacia comunidades o sociedades específicas, e indudablemente con una racionalización progresiva que lleve consigo una relación entre la sociedad y el lenguaje de la misma. Sólo con la capacidad de comunicación que posee la música podemos entenderla como un hecho social. 
Hay que tomar en cuenta también que Weber no entra a valorar la estética de la música, sino solamente las concordancias estructuradas y evolutivas, que existen entre esta y la sociedad.            
En conclusión, es una teoría de carácter racional y progresiva, que formula un vínculo entre ambas disciplinas, vistas desde una estructura lingüística. Sin embargo, esta teoría no fue terminada por él, pues aún hay bastantes temas que no se tocaron como la simbología sociológica de la música, entre otros.

### Georg Simmel
Georg Simmel, dijo que la música es el arte mediado en menor escala por el entendimiento de que puede haber cierta relación y cierto proceso transitorio entre los sentimientos que tiene el músico, que así mismo plasma en la música y los sentimientos del espectador u oyente.
En la obra donde plantea algunos estudios sobre qué papel es el que juega la música con relación en la sociedad, y cuál es el lugar que ocupan el ritmo y la melodía en la vida social, es Estudios psicológicos y etnológicos sobre música (1882). Parte desde una necesidad de hallarle sentido a la música desde su originalidad, busca descubrir cómo es que el individuo se apropia de la misma y la usa para distinguir y plasmarla en diferentes situaciones. 
Ahora bien, para poder acertar en ese cuestionamiento más a fondo, es fundamental ver que funciones tiene la música y que usos se le da, pues todo lo que acontece en ella es originariamente natural del ser humano y junto con sus sentimientos y experiencias puede expresar algo a quien los escucha. 
Siguiendo esa línea, argumentó que para poder ver una relación entre sociedad y música, entran en juego nuestros sentimientos internos, además de que también debe verse esto como una práctica social.  
Simmel, también habla sobre la relación que existe entre la música y la cultura, mostrando cómo es que la trascendencia musical de una época en específico, se alimenta de las características del pueblo que la practica; es justamente ahí donde existe esa relación entre música, actividades que realiza la sociedad y sentimientos, tales como el amor.   
Desde su punto de vista, se sabe que la complementación que tiene el lenguaje hablado, los movimientos y la música es, además de una interpretación de relaciones sociales, también es una manera de expresar esos sentimientos internos de los que hablaba en un principio. Es entonces cuando comienza a existir un amplio proceso que parte desde la expresión lingüística hasta el baile, que este último denota nada más que sentimientos. Esto lleva a la reflexión de que todo ser humano es un músico preexistente, pues sólo es cuestión de sentir la melodía de los sentidos mismos.    
Así entonces, Simmel afirma que no toda la música es igual, porque todo depende del lugar de origen, de la cultura que acontece allí y de que cada sociedad es distinta, y que por ende no siempre se reproducen ritmos similares debido a que hay ocasiones en las que no se cuentan con los mismos instrumentos musicales para hacer nacer una nueva melodía. Argumenta entonces que cada comunidad es benefactora de la misma música que producen, porque se valen de sus propias prácticas comunales y de sus características para poder ver una diferenciación entre otro tipo de sociedades. Dice que el músico se basa en la experiencia de su pueblo para "inspirarse" a escribir algo.

### Theodor Adorno
Adorno decía que “la sociología de la música abandonó por completo la vieja categoría del condicionamiento que tendía a reducir el arte y el lenguaje artístico a la calidad de subproductos de la sociedad” (Fubini, 1988: 420)
Theodor Adorno no acepta la metáfora de la música como un reflejo, argumentando que la sociedad está en la música y viceversa. Al mismo tiempo, a la música le es atribuida una potencial virtud, ello con base en que el arte “es capaz de indagar, de cuestionar, de plantear la pregunta por la posibilidad de un mundo diferente. En otras palabras, la obra de arte tiene una naturaleza doble, al ser respuesta o voz de lo real y, a un tiempo, pregunta por aquello que no es y podría ser”  (Panea, 1996: 58).
Básicamente plantea un paralelismo de perfil autónomo entre música y sociedad como lo hace Simmel, viendo a la música como falsa o verdadera dependiendo de si es cierto o no el hecho de que representa un contexto social que se esté viviendo. 
"Empleando la metáfora pictórica, la problemática no residiría tanto en el lienzo ya terminado como en la paleta de colores empleada. Es por ello que Adorno siempre concedió una importancia capital a la “paleta” de la que los compositores se servían, y que a fin de cuentas puede entenderse como el conjunto de estructuras musicales, métodos compositivos, combinaciones orquestales, equilibrios entre consonancia y disonancia, posibilidades armónicas, etcétera. Entre los muchos “colores” que puede adoptar dicha “paleta” cabe mencionar dos, por lo que de nocivos tenían según Adorno: la tonalidad y la denominada forma sonata (Armendáriz, 2003), ambas predominantes entre las últimas décadas del siglo XVII y algo más de la mitad del siglo XIX.
Sirva como resumen que la primera alude a un modo de ordenar las relaciones entre sonidos con el fin de formar un centro tonal, y que la segunda propone una estructura en tres partes (exposición, desarrollo y reexposición) en la que la libertad del compositor escasea. En este sentido, las exigencias “narrativas” de la forma sonata y el sometimiento al centro tonal suponían unos férreos límites a la creatividad y, ante todo, neutralizaban la diversidad y la presencia de lo singular. Según Adorno, ambos patrones compositivos (tonalidad y forma sonata) se correspondían con las circunstancias de buena parte del siglo XIX, pero no con las del siglo XX, como así lo indica en Filosofía de la nueva música:
“No se trata meramente de que esos sonidos hayan envejecido y sean intempestivos. Son falsos. Ya no cumplen su función. El estadio más progresista de los procedimientos técnicos delinea tareas frente a las cuales los sonidos tradicionales resultan ser clichés imponentes” (Adorno, 2003: 39).
¿Y cuáles eran esas tareas? Ni más ni menos que la negación de una sociedad que se dirigía a la barbarie. De este modo, la música, desde su autonomía, debía constituirse en una fuerza transformadora o, por lo menos, reveladora."